# Linda Fäh
Linda Fäh, née le 10 novembre 1987 à Benken dans le canton de Saint-Gall, est une chanteuse Suisse, élue Miss Suisse 2009 à Genève, le 26 septembre 2009.
Elle vit à Saint-Gall.